# Paulo Ubiratan
Paulo Ubiratan Fontes Gaspar (Rio de Janeiro, 14 gennaio 1947 – Rio de Janeiro, 28 marzo 1998) è stato un regista e produttore televisivo brasiliano.

## Biografia
Paulo Ubiratan fu nella seconda metà del XX secolo uno dei più importanti registi di telenovelas di Rede Globo, l'unica emittente per la quale egli lavorò. Nel 1978 fece da assistente alla regia nella telenovela Sinal de Alerta. L'anno dopo firmò la sua prima telenovela come regista vero e proprio, e da allora quello divenne il suo principale ruolo alla Globo anche se egli fu più volte affiancato da colleghi: in qualche caso invece operò in qualità di produttore. Molte di queste telenovelas  furono seguitissime sia in patria sia al di fuori del Brasile, come Agua Viva, Vite rubate, Adamo contro Eva, Happy End, Destini. Ubiratan girò anche una miniserie, Tieta.
Morì nel 1998 per un infarto; negli anni 80 era già stato colpito una volta da attacco cardiaco.  Poco prima del decesso aveva dichiarato di voler debuttare nella regia cinematografica.

## Vita privata
Fu sposato per alcuni anni con Natália do Vale, interprete in alcune delle telenovelas da lui dirette; dopo aver divorziato, Paulo Ubiratan convolò a nuove nozze con Valéria Monteiro, dalla quale ebbe la sua unica figlia, Vitoria. Anche questo matrimonio si concluse col divorzio. La sua terza e ultima moglie, Monica Braga, gli rimase accanto fino alla morte.

## Filmografia
- 1999: Era Uma Vez... - regista
- 1998: Corpo Dourado - regista
- 1997: Por Amor - produttore e regista
- 1997: A Indomada - regista
- 1996: Anjo de Mim
- 1996: O Fim do Mundo - produttore
- 1994:  Tropicaliente
- 1992: Pedra sobre Pedra
- 1990: Meu Bem, Meu Mal
- 1990: Il paradiso del male
- 1989: Tieta - regista
- 1989: O Salvador da Pátria
- 1988: Senza scrupoli - produttore
- 1986: Potere - produttore
- 1985: Roque Santeiro - produttore
- 1983: Champagne
- 1983:  Eu Prometo - produttore
- 1983: Adamo contro Eva - produttore
- 1983: Vite rubate - produttore
- 1982: Happy End - regista
- 1982: Elas por Elas
- 1982: Sétimo Sentido
- 1981: Destini - regista
- 1980: Coração Alado - regista
- 1980: Agua Viva - regista
- 1979: Feijão Maravilha
- 1978: Sinal de Alerta - assistente alla regia